# صلاح عاشور
صلاح أحمد محمد أحمد عاشور لاعب كرة قدم مصري، من ناشئي نادي إنبي ، ويلعب حاليًا لنادي مصر للمقاصة في مركز الهجوم ، وقد خاض تجرية الاحتراف في 2013 في نادي كاظمة الكويتي وسجل له هدفين أمام ناديي الكويت والقادسية ، ولعب للمنتخب الوطني أربعة مباريات كان أولها ضد منتخب النيجر في 29 فبراير 2012.

## مسيرته الكروية
لعب صلاح عاشور خلال مسيرته الاحترافية مع 5 أندية في أحد عشر مواسم وسجل خلالها 43 هدفًا ضمن 214 مباراة. حيث فاز في موسم واحد بالكأس ولم يفز بأي دوري.
خاض صلاح عاشور مسيرته مع نادي اتحاد الشرطة في موسم 2009–10 واستمر معه طيلة ثلاثة مواسم، مشاركًا في 59 مباراة سجل خلالها 15 هدفًا. ثم انتقل إلى نادي إنبي في موسم 2013–14 ليلعب معه أربعة مواسم، حيث شارك في 110 مباراة سجل خلالها 23 هدفًا. لينتقل بعدها إلى نادي مصر للمقاصة في موسم 2017–18 ولمدة موسمين، مشاركًا في 38 مباراة سجل خلالها 4 أهداف.

## روابط خارجية
- صلاح عاشور على موقع قاعدة بيانات كرة القدم.إي يو (الإنجليزية)
- صلاح عاشور على موقع ناشيونال فوتبول تيمز (الإنجليزية)
- صلاح عاشور على موقع Soccerway.com (الإنجليزية)
- صلاح عاشور على موقع كووورة
- صلاح عاشور